# كوينتين أوثون
كوينتين اوثون (27 مارس 1988 في فرنسا - ) (بالفرنسية: Quentin Othon)‏ هو لاعب كرة قدم فرنسي في مركز الوسط. شارك مع منتخب فرنسا تحت 16 سنة لكرة القدم ومنتخب فرنسا تحت 17 سنة لكرة القدم ومنتخب فرنسا تحت 18 سنة لكرة القدم ومنتخب فرنسا تحت 19 سنة لكرة القدم ومنتخب فرنسا تحت 21 سنة لكرة القدم. أما مع النوادي، فقد لعب مع نادي تروا ونادي ستراسبورغ ونادي شاتورو ونادي نانت.

## وصلات خارجية
- كوينتين أوثون على موقع رابطة كرة القدم الفرنسية للمحترفين (الإنجليزية)
- كوينتين أوثون على موقع قاعدة بيانات كرة القدم.إي يو (الإنجليزية)
- كوينتين أوثون على موقع ليكيب (الفرنسية)
- كوينتين أوثون على موقع Soccerway.com (الإنجليزية)
- كوينتين أوثون على موقع عالم كرة القدم.نت (الإنجليزية)
- كوينتين أوثون على موقع AS.com (الإسبانية)